# 范逸
范逸（？—336年）是林邑国第一王朝國王，范熊之子。
284年左右，即位为国王。与中国晋王朝开始通交。文劝他建設中国式的城市和宮殿楼閣。336年，范逸死后，他头戴佛冠、天冠，身上染香而焚化。  
| 前任： 范熊 | 林邑國國王 第一王朝：284年左右—336年 | 繼任： 范文 |